# إيرا بومان
إيرا بومان (بالإنجليزية: Ira Bowman)‏ مواليد 11 يونيو 1973 في نيوآرك، هو مدرب كرة سلة أمريكي ولاعب معتزل. بدأ مسيرته الاحترافية في سنة 1996. يبلغ طوله 6 قدم 5 بوصة (2.0 م). اعتزل اللعب في 2003.

## المسيرة الاحترافية
لعب مع فيلادلفيا سفنتي سيكسرز في سنة 2000، ثم لعب مع أتلانتا هوكس في سنة 2001، ثم لعب مع فيلادلفيا سفنتي سيكسرز في سنة 2001، ثم لعب مع باسكت نابولي في سنة 2001.

## روابط خارجية
- إيرا بومان على موقع إن بي أي (الإنجليزية)
- إيرا بومان على موقع سبورتس رفرنس (الإنجليزية)
- إيرا بومان على موقع كرة السلة الأوروبية.كوم (الإنجليزية)
- إيرا بومان على موقع كلية كرة السلة في سبورتس رفرنس.كوم (الإنجليزية)
- إيرا بومان على موقع ريلجم (الإنجليزية)
- إيرا بومان على موقع بروبوليرز (الإنجليزية)